# 自然主義文学
自然主義（しぜんしゅぎ、仏: naturalisme、英: Naturalism）または自然派（しぜんは）は、19世紀後半にフランスを中心に始まった文学運動である。エミール・ゾラが名付け、理論を体系的に展開した。自然の事実を観察し、「真実」を描くために、あらゆる美化を否定する。ダーウィンの進化論やベルナールの『実験医学序説』、コントの実証主義、テーヌの決定論、ダーウィンに影響を与えたリュカの遺伝学などの影響を受け、理論的根拠とした。実験的展開を持つ小説のなかに、自然とその法則の作用、遺伝と社会環境の因果律の影響下にある人間を、赤裸々に描き見出そうとした。貧しい人々がうごめく姿が描かれることが多かった。
写実主義文学（リアリズム文学）が発展して生まれたもので、唯物論的世界観・自然主義的決定論とペシミズム、現実性を重視し架空性を排除した精密な客観描写、人生の暗黒面の描写を避けないこと、作品における社会関係の存在、といった特徴があるが、後ろ二つの特徴は批判的リアリズムと共通している。自然主義文学の定義はかなり多様であり、代表と見られる作家も、ゾラ、ゾラを師と仰いだモーパッサンらメダン・グループ、ゴンクール兄弟を中心に、その外側にフロベールやドイツ自然派、次にバルザックやイプセン、その外側にトルストイやドストエフスキーまで同心円状に分布され、批評家が己の解釈に従って半径を定め、切り取って提示している。自然主義文学をリアリズム文学と同義語的に用いる傾向も一般的に見られる。

## フランス
19世紀後半のフランスで、エミール・ゾラを中心に起こり、ヨーロッパ各国に広がった。当時すでに時代遅れになっていたロマン主義への反動として起こった。19世紀には、18世紀の観念的な小説に代わり、バルザックに始まる描写、主に環境の描写を取り入れた小説が最も発達し、実証主義的風潮のなか、その傾向は自然主義小説において特に強まった。1850年代に始まったフランスの写実主義文学（リアリズム文学）は、次第に発達し、1870年代には自然主義文学と呼ばれ、以後20年ほど盛り上がりを見せた。フランスの文芸における自然主義の特徴は、1850年代に始まるフランス写実主義文学の極端な誇張に加えて、実証主義精神に一層自覚的であったことである。
アメリカ文学者の渡辺利雄は、リアリズムの一面を徹底させたヨーロッパの自然主義の特徴を「現実の醜い一面をあくまでも暴き出すが、自然主義はさらにそれが人間の内面の遺伝的な要素と外面的な環境によって生じた、人間にはどうしようもない結果であると決定論的に断定する。そして、それを試験管の中の化学反応を必然の結果として冷静かつ客観的に観察する科学者のように感情や、価値判断を加えずに描き出す。」と説明している。

### 背景
実証主義は、18世紀のディドロに代表される百科全書派あたりに源を発するもので、文芸の分野では、スタンダール、バルザックからフローベールを経て、ゾラへとつながっている。
哲学者のテーヌ、医師のベルナールのふたりが、ゾラに実証主義精神を最も強く鼓吹した人物で、この両者の実証主義の核にあたるのは、「宇宙のあらゆる現象が先行諸原因によって厳密に決定されている」と考える決定論（デテルミニスム）的思考である。これは、一切を「因果の必然」によって説明しようとする近代科学の世界観に基いている。精神科医のベネディクト・モレルが説いた、より低次で非文明的な状態に退化していく傾向を持つ悪性の遺伝的特質を持つ人間がおり、生育環境や自然環境の影響で遺伝が発現して「変質者（デジェネレ）」となり、この正常な人間からの逸脱である「変質（デジェネレッサンス）」は遺伝によって受け継がれ、代を重ねることで累積し、徐々に悪化してその血筋が絶滅に至るという変質論の影響を受けている。

### 概要
自然主義文学は、1865年前後のゾラや、エドモンとジュールのゴンクール兄弟の小説にその最初の表現がみられる。ゾラは1868年に『テレーズ・ラカン』二版の序文で自然主義宣言を行い、以来ゾラを中心とするグループができ、一つの潮流になっていった。ゾラは人間の行動を、遺伝、環境から科学的、客観的に把握しようとし、バルザックの「人間喜劇」に着想を得て「ルーゴン＝マッカール叢書」と呼ばれる作品群を企画し、貧しい夫婦の転落を描いた『居酒屋』（1877年）、美しい女優（『居酒屋』の主人公夫婦の娘）が男たちを次々破滅に追い込み、自らも悲惨な最期を遂げる『ナナ』（1880年）等の中で、自らの論を実践した。『居酒屋』が出版されると、この文芸運動は時代を席巻し、アレクシス、セアール、エニック、ユイスマンス、モーパッサン、ドーデといった作家たちが生まれた。ゾラは1880年に『実験小説論』で、人生は実験であり、作家はいわば、実験室の中の科学者として、作品の中の人物たちを客観的に観察するのだという考え方を打ち出し、人間は置かれた環境だけでなく、知・情の発達成長が遺伝に大きく左右されると主張し、自然主義理論を体系的に展開した。同年ゾラは、メダンにあるゾラの別荘に集まっていたモーパッサン、ユイスマンといった若い小説家たちと共に、普仏戦争をテーマに、徹底した反戦思想を貫く小説を持ち寄り、中編小説集『メダンの夕べ』を出版した。本書は、牧歌的な村が突如戦場となり、恋人たちが犠牲になる姿を描いたゾラの完成度の高い小品「水車小屋の攻撃」や、普仏戦争の中、娼婦が避難の際にたまたま同道したブルジョアや貴族、成金、宗教者達に利用され、敵国将校との性交を強いられ、尊厳を踏みにじられる哀れな姿を描いた、モーパッサンの「脂肪の塊」を収録しており、自然主義文学を強く印象付けた。
フランスの自然主義文学は、ゾラらの作品により注目を集め、海外にも影響を与えるようになった。「因果律」を最重要視する因果決定論、いわば科学的決定論は、ゾラだけでなく、19世紀後半の写実主義作家や自然主義作家達の常識となり、以降の小説作法の強烈な縛りとなっていった。
自然主義文学は、社会の病悪を主なテーマに、社会、特に貧しい下層の環境を舞台に、そこに生きる人々を登場人物に、人間の醜さ、異常な面を強調し、克明に、酷薄に描いたが、露悪的で厭世的な傾向を強め、人々の反感を買った。ゾラの作品は、猥雑、露骨だと批判を受け、彼が1887年に、貧しく陰鬱な農村を舞台に、零細な土地に異常なまでに執着し奪い合う貧農たちの、素朴で貪欲、悲惨な動物的生き様、醜い人間の獣性を描いた『大地』を出版すると、彼の弟子たちも反旗を翻し、自然主義を離れた。ゾラ自身も社会主義的理想主義に転身し、フランスの自然主義文学は1880年代の終わりから急速に衰退した。

### 思想
自然主義文学の小説作法の下敷きとなったのが、決定論的思考である。人間の意志や行動は様々な要因によって決定されるという決定論は、十八世紀の主流の考え・価値観であった「人間の理性への信仰」を否定する。理性を否定された人間は、主体性を失った現象にすぎず、生命を持った存在というより、一個の物体であるといえる。そうなると、理性よりも感性が台頭し、理性の力で抑えられていた人間生来の本性、性欲・物欲といった欲望が表面化すると考えられ、自然主義文学では、どぎつく生々しい欲望の葛藤が描かれる。
平野信行は、「自然主義の自然とはまさにそうした『本性』『本能』の意であって、その意味では、自然主義は『本性(能)主義』と称されてしかるべき特質を有しているのである。」と述べている。暗い、悲観的な思想であると言える。

### 批評
批評家ポール・ブールジェは、自然主義文学全盛期と同時代の『現代心理論集』の中で、ゾラやゴンクール兄弟の文学を「観察の文学」と呼び、その文学の特徴や厭世観の源を探った。彼らの文学は、外的環境の描写を重視し、内的世界をイメージする想像力を生かさず、登場人物の個性や意志の力をないがしろにしていると述べている。こうした特徴は、一般的に、自然主義文学に対して指摘されている。環境に支配され逆らうことができない、意志のない人間の物語は、必然的に、人生の悲しさ、努力の虚しさが多く描かれ、読者を意気消沈させ、メランコリーの印象を与える。
また、作品から作者の主観的性格を排除しようとしているにもかかわらず、鋭敏な感覚を持った作家が注意深く環境を見ることで、むしろ作家の個人的・主観的性格が作品に導入されており、自然主義文学に作家同様に神経質で傷つきやすい登場人物が多いのはそのためだという｡
環境の影響を分かりやすく描くために、平均的で英雄的でない人物にしようと特殊性を取り除いていくうちに、没個性が行きすぎ、普通人ですらない、抽象的な存在になってしまうことがある。
またブールジェは、観察に基づく描写の重視という手法自体に注目し、そこにペシミズムが生まれる「心理学」的必然性があると主張している。自己や他者、社会を観察し分析し続けることは、人間に自然に生じる考え方や感じ方、感性を枯渇させ、人生の土台である「無意識」を破壊する。こうして人間の力が減退することで、自然主義文学に見られる憂い、メランコリー、ペシミズムが生じるのだという。

## その他ヨーロッパ
世界各国の文学に大きな影響を与えた。イギリスのハーディ、ロシアのボボルイキン、コロレンコ、チェーホフ、ノルウェーのイプセン、ビョルンソン、スウェーデンのストリンドベリ、デンマークのヤコブセン、ポントピダン、オランダのクペールス、ベルギーのルモニエ、スペインのクラリン等の著名な作家・劇作家がいる。

## アメリカ
アメリカには、フランスから一世代遅れて流入した。アメリカの自然主義文学は、1890年代に盛り上がりを見せ、スティーブン・クレイン、フランク・ノリス、ジャック・ロンドン、セオドア・ドライサー等の多くの自然主義作家が生まれた。
当時リアリズム文学の作家ウィリアム・ディーン・ハウエルズが文壇を支配しており、ハウエルズは自然主義を必ずしも認めておらず、その作品は明るく楽天的で、「お上品な伝統」（後述）に合致したものだったが、年若い自然主義作家たちを庇護し、作品発表にできるだけ便宜を図った。自然主義作家たちは、リアリズム作家のハウエルズやヘンリー・ジェイムズのリアリズム観に対して、少数の勝者の搾取に大多数の弱者が苦しむ、様々な矛盾に満ちたアメリカ社会の現実を直視していないと感じ、フランスの自然主義文学や進化論の影響を受け、決定論の観点からアメリカ社会の底辺を生きる人々描き、社会の様々な矛盾や腐敗を抉り出そうとした。
クレインは『街の女マギー』（1893年）で、貧しい環境を舞台に、売春婦に転落し自殺に追い込まれる哀れな娘を描き、『赤い武功章（勇気の赤い勲章）』（1895年）で巨大すぎる戦場を舞台に、兵士となり環境に翻弄される主人公を描いた。ノリスは『マクティーグ』（1899年）で、異性への性欲や食欲といった生理的欲求を大きく超えるような望みを持たず、生理的欲求に易々と従う男を描いた。J・ロンドンは極北の厳しい環境を舞台にした数々の作品で、極寒と闘い、生存闘争に勝ち続けることを憑かれたように追い求め、多くは敗れ去っていく人々や動物の姿を描き、ドライサーは、男たちを踏み台に女優として成功する田舎出の娘と、対照的に成功者から破滅し自殺する男を主人公にした『シスター・キャリー』（1900年）や、女工と恋仲になるが、社交界の美女との関係も進み、結婚による富裕な生活を夢見て女工を殺し、死刑になる男を描いた『アメリカの悲劇』（1925年）で、魅力的な大都会という環境と富裕な階級の生活の魅力に翻弄される男女を描いた。彼ら自然主義作家たちは皆、広い意味で環境的要因、個人の心理から見れば外部に因果関係の因を求める傾向があり、そうした傾向を意識的に取り入れていると言える。

### 背景
19世紀後半から20世紀にかけてのアメリカは、アメリカ経済を農本主義から資本主義へ発展させた中心であり強者である新興ブルジョア階級の立場から、進歩と繁栄の時代とみる楽天的な見方と、弱者の立場から、危機の時代、変化と不確実性、混沌と無秩序の時代とみる悲観的な立場があった。自然主義文学は弱者側、「お上品な伝統」の文学は強者側の時代感覚に沿っている。
アメリカ、特に世界主義を求める都市では世紀末思想が見られ、これに伴い、ショーペンハウアー、ハートマン、ニーチェなどの悲観論が導入されていた。また、人々はダーウィニズムとキリスト教の中庸を求めようとしていたが、こうした理想的立場をとることは難しいと感じるようになり、教養あるアメリカ人の間では、進化論を認める姿勢が目立つようになっていた。

### 特徴
人生及び社会は、弱者の生活体験を中心に、主に暗く絶望的なものとして描かれる。人間の内面の描写は、動物性や悪徳に注目する悲観主義的なものであり、自然は人間に無関心であり、機械文明は人間を堕落・破滅させると考える。作品構成の特徴としては、肉体的・精神的堕落、性的葛藤、不道徳性があり、悲劇的結末が多い。
アメリカの自然主義作家たちは、おおむね中産階級の白人男性の立場に立っており、女性や移民、下層階級を他者としか見ておらず、他者の側に立ってその内面の葛藤を描くことはない。ジェンダーやエスニシティ、社会階級から見た他者に限らず、人間の内面に立ち入って葛藤を描くことはしない、もしくは不得手であり、登場人物たちの内面は、複雑でなく、基本的に起伏がなく、固定されており、平面的である。彼らは環境の影響で一見変化したように見えるが、内面は発展することも向上することもほとんどなく、そうした予感を感じさせることもなく、主人公の成長や発展の過程を描く伝統的な教養小説と対照的である。変化する場合は下方に向かってであり、登場人物は失敗し、転落し、破滅する。そうして、単純な内面を持つ彼らは、自らの破滅の意味をほとんど理解することができない。青山学院大学の折島正司は、こうした特徴を、「『内面』という伝統的な観念にすっきり別れを告げている」と表現し、鮮やかで斬新な特徴であると評している。
アメリカの自然主義文学には、自然主義文学が捨て去ったはずのロマンスの要素がある。作家たちは、アメリカ特有の若者のロマンティックな反逆精神を継承しており、若くして活躍し夭折した人が多く、その若々しい精神は、自然主義の冷たい科学精神、悲観的な決定論的世界観に馴染み切れず、そうした残酷な運命に抵抗せずにいれらなかったと思われる。アメリカ文学は伝統的に自伝的要素が大きいこともあり、主人公は作家にとって自分でもあるため、完全に第三者として突き放して眺めることができない。主人公は環境や遺伝の影響下にあるが、辿る道を完全に環境の責任、宿命として描かず、作品には、自己へのこだわりや、人間の可能性・理想達成の意欲への信頼、残酷な現実への抗議、社会改革の訴えが見られる。

#### 超絶主義の影響
アメリカの自然主義文学は、アメリカのリアリズム文学の特徴を受け継ぎ、独自の展開を見た。アメリカのリアリズム文学は、超絶主義者のラルフ・ウォルド・エマーソンとつながりがあり、チャールズ・C・ウォルコットは、アメリカの自然主義はエマーソンらの超絶主義に源を持つと指摘している。ウォルコットによると、超絶主義のラディカルな改革精神と、自然の中にある法則性の強調という2つの特徴が、フランスの自然主義に流れ込み、アメリカ特有の自然主義文学が生まれた。超絶主義における、「直観」を重視しそれを通して理想を追求する面は、自然主義では理想主義、改革精神、ラディカルな社会思想として継承され、法則性の強調、「自然」に対する科学的なアプローチは、暗い機械論的な決定論につながっている。超絶主義の中で統一されていた2つの特徴は、アメリカの自然主義文学の中に分裂する形で顕在化しており、反抗的な情熱・自由意志の主張と、悲観的な宿命論・自由意志の否定という、相反する要素を奇妙に共存させた。ウォルコットは、こうした矛盾と緊張が、アメリカ自然主義文学の大きな特徴となっているとしている。
マルカム・カウリーは、自然主義の特徴は「悲観的な決定論」であるが、アメリカの自然主義には同時に、エマーソンの未来肯定、理想主義につながる「宇宙規模の楽観主義」があるとしている。こうした、本来的に自然主義の前提とは両立しない楽観的な思想や、ジョン・スタインベックの『怒りの葡萄』のラストに見られるような不滅の生活力・生命力の肯定は、アメリカの自然主義の不徹底さを示すとして否定的に見られることもあるが、アメリカらしさとして積極的に評価されることもある。

#### 「お上品な伝統」との対峙
当時のアメリカでは、南北戦争後に急成長したブルジョワたちが、社会的な箔付のために、イギリスのヴィクトリア朝の風習を借用し、これがロマンティシズム、ピューリタニズムと混ざり合って、ヴィクトリアニズム、「お上品な伝統」（The Genteel Tradition）と言われる勿体ぶった伝統ができていた。これが社会生活全体、特に芸術表現や人々の社交での言動を道徳的・保守的に強く規制し、ニューヨーク悪徳防止協会等により文学や芸術の表現の取り締まりが行われていた。「お上品な伝統」ができるのとほぼ同時に、フランスから自然主義文学が輸入されたが、当時の小説の読者の大部分は「お上品な伝統」の支持者であり、特にゾラの作品が強い批判を受けた。、アメリカ文学者の高取清は、フランスの自然主義はロマン主義へのアンチテーゼとして生まれたが、アメリカではむしろ、「お上品な伝統」へのアンチテーゼの役割を担ったのではないかと述べている。
「お上品な伝統」は、自然主義文学と同時期に最高潮に達した。この伝統のバックボーンを支えたのは、アングロサクソン・プロテスタント・中流階級の人々であり、彼らは道徳の向上の精神を担うことが女性の役割であると考え、文学では立身出世を求めるヒーローである男性、そんな荒々しい男性に道徳的行為を勧める道徳的な女性を望んでいた。特に女性を主人公とする自然主義文学は強い批判を受け、『街の女マギー』は自費出版で出版され、『シスター・キャリー』を出版社は宣伝せず、ごく小部数しか売れなかった。ケイト・ショパンはモーパッサンの影響を受け、地方都市のセントルイスで『目覚め』（1899年）を出版したが、批評家に不道徳であると批判され、絶版となり、ショパンはその後筆を折っている。
高取清は、アメリカの自然主義文学は「お上品な伝統」に阻まれることで、徐々にその性格を変えたと分析している。ゾラは、創作の中で観察者・実験者の立場を貫き、社会改良家の立場をとることを戒めていたが、アメリカでは1900年にクレイン、1902年にノリスが相次いで死去し、20世紀にはいると、ドライサーを除いた自然主義小説家達は社会改良の道へと進み、マックレーキング（muckraking）と呼ばれる腐敗を告発する報道活動の中心を担う暴露本へと変質していき、社会問題を扱うようになり、社会主義文学へと発展した。一方、シャーウッド・アンダーソンやシンクレア・ルイスの作品は、社会問題より個人を問題にする新しいリアリズムへと発展していき、アメリカの自然主義文学は大きく変貌した。

## 日本
ゾラの作品は、日本の1900年代の文学界に大きな影響を与えた。坪内逍遥らによる写実主義を経て、小杉天外は『はつ姿』（1900年）、永井荷風は『地獄の花』（1902年）などを書いた。
またイワン・ツルゲーネフ著、二葉亭四迷訳の言文一致の名訳『あひゞき』（1888年）が田山花袋、国木田独歩、島崎藤村に大きな影響を与えていたが、その彼らが自然主義のフローベールやモーパッサンへと傾倒し、島崎藤村の『破戒』（1906年）や田山花袋の『蒲団』（1907年）、『田舎教師』（1909年）などが自然主義文学の支柱を成した。藤村や国木田独歩といったロマン主義の詩人たちは、自然主義の小説家に転ずるにあたってロマン主義からの脱却を目指し、花袋は、『蒲団』（1907年）に見られる「露骨なる描写」により、自分の作品を貫く論理を明らかにしようとした。また、「早稲田文学」を本拠に評論活動を行った島村抱月や長谷川天渓も、自然主義文学の可能性を広げようとした。花袋も『一兵卒』（1908年）のような作品では、客観描写による小説のふくらみを試みてはいた。また、徳田秋声も、『あらくれ』（1915年）のような女性の一代記を中心に、大河ロマンを書こうとしていた。このほか、正宗白鳥、近松秋江、岩野泡鳴、真山青果、小栗風葉らが活躍した。
しかし、『蒲団』の衝撃は大きく、これによって自然主義とは現実を赤裸々に描くものと解釈され、ゾラの小説に見られた客観性や構成力は失われ、変質してしまった。近松秋江の作品が、みずからの愛欲の世界を鋭く描いたことが、そうした傾向に拍車をかけた。その結果、小説の内容は事実そのままが理想であるという認識が徐々に浸透していった。専ら作家の身の回りや体験を描く私小説の流れが生じ、自然主義文学が「矮小化」されたという見方もある。代表的なものに、藤村『家』（1910年）『新生』（1919年）がある。また反自然主義運動が盛んになり、ヨーロッパから帰国した永井荷風らの耽美派、雑誌「白樺」を中心とする白樺派、余裕派の夏目漱石、高踏派の森鷗外、新現実主義の芥川龍之介らが活動し、自然主義は急速に衰退していった。日本の自然主義文学は、フランスに見られた諸作品とは異質の独自の発展を遂げたのである。
一方、社会の真実をみつめることは、20世紀の日本の資本主義の発展を認識するという側面もあり、それは1930年代になって、藤村が幕末社会を描き出した長編『夜明け前』（1929年）や、秋声が集大成と言える『縮図』（1941年）を書いたように、必ずしも小世界にとどまらない傾向も存在し、同時期のプロレタリア文学の評論家の蔵原惟人が、自然主義のリアリズムを発展させる〈プロレタリア・リアリズム〉を主張したような、社会性に目を向けるという方向性も生み出した。

## 自然主義演劇
フランスの自然主義文学の影響を受け、演劇でも自然主義演劇が盛り上がりを見せた。特に北欧で盛んであった。